# Марс-1
Марс-1 је био совјетски вјештачки сателит (аутоматска научно-истраживачка станица) намијењен за истраживање планете Марс. Лансиран је 1. новембра 1961.

## Ток мисије
Циљ мисије је био пролазак поред Марса, и прикупљање података о радијацији, микрометеоритима, атмосфери и органским спојевима на Марсу. Фотографије површине је такође требало да буду послате на Земљу.
Током лета ка Марсу, радио-комуникација је успостављена са летјелицом 61 пут, и прикупљено је доста података о међупланетарном простору. Када је летјелица била на око 106 милиона километара од Земље, комуникација је потпуно престала, вјероватно због грешке у систему оријентације Марса-1.
Марс-1 је детектирао ударе микрометеорита сваке 2 минуте при проласку кроз Таурид метеорски рој, и сличну густину удара и на даљини од 20 до 40 милиона километара. Јачине магнетског поља од 3-4 гама, па и до 6-9 гама су забиљежене. Откривен је сунчев вјетар. Радијационе зоне око Земље су потврђене и измјерена њихова магнитуда.
Марс-1 се још помиње и као Спутњик-23 и Марс-2МВ-4.

## Основни подаци о лету
- Датум лансирања: 1. новембар 1961.
- Ракета носач:
- Мјесто лансирања: Тјуратам, Бајконур
- Маса сателита (kg): 893.5

## Галерија
- Марка посвећена лету.